# گورنی (شهرستان کوشنارنکوفسکی، باشقیرستان)
گورنی (انگلیسی: Gorny, Kushnarenkovsky District, Republic of Bashkortostan) یک شهرک در شهرستان کوشنارنکوفسکی جمهوری باشقیرستان در کشور روسیه است.